# Kharian
Kharian é uma cidade do Paquistão localizada na província de Punjab.